# Senckenbergia
Senckenbergia is een geslacht van weekdieren uit de klasse van de Gastropoda (slakken).

## Soorten
- Senckenbergia pleuroceroides (Bavay & Dautzenberg, 1910)